# Lucia Lumbelli
Lucia Lumbelli (Trieste, 5 luglio 1937 – Trieste, 4 marzo 2019) è stata una pedagogista italiana.
È considerata una delle figure più prestigiose della ricerca italiana nel campo dell'educazione e della comprensione testuale.

## Biografia
Lucia Lumbelli si laureò in Filosofia all'Università di Trieste. Si spostò quindi all'Università Statale di Milano, dove iniziò a collaborare con Egle Becchi. Lavorò sulla comprensione dei documenti audiovisivi in confronto con i documenti scritti. Nel 1975 diventò professoressa ordinaria di Pedagogia all'Università di Parma, poi nel 1987 tornò a Trieste, aggregandosi alla neo-costituita Facoltà di Psicologia. Nel 2010 fu nominata professoressa emerita.

## Ricerca
La sua ricerca si collocò nell'ambito della pedagogia, ma mantenne sempre forti interessi per l'ambito della psicologia. Lavorò nel campo della pedagogia della Gestalt, seguendo la "scuola" di Wolfgang Metzger. Un'influenza considerevole ebbe inoltre Carl Rogers e il suo concetto di "comunicazione non autoritaria".
Fu tra i primi ricercatori che misurarono scientificamente la "passività" dello spettatore di cinema e televisione, ovvero nei mass media, rispetto al lettore di testi scritti: dimostrò infatti che lo spettatore è molto meno propenso a rendersi conto di contraddizioni nel testo di quanto non sia il lettore.

## Opere principali
- Comunicazione non autoritaria, 1972
- La comunicazione filmica, 1972
- La comprensione come problema. Prefazione di Tullio De Mauro, 2009